# Macanisio de Connor
Mac Nisse o Macanisio (f. 514) fue el fundador y primer obispo de la sede episcopal de Connor.  Su culto como santo fue confirmado por el Papa León XIII en 1902.

## Biografía
Su nombre Mac Nisse deriva del de su madre Cnes, de origen picto. Fue discípulo de Patricio y de Olcán: según la tradición, fue bautizado por el mismo Patricio y debe identificarse con el niño que, según la Vida tripartita, llevó los libros de Patricio y leyó los salmos en Dalriada.
Se le considera el fundador del monasterio de Kells y fue su primer obispo (Diócesis de Down y Connor).

## Veneración
El Papa León XIII, por decreto del 19 de junio de 1902, confirmó el culto con el título de santo.
Su elogio se puede leer en el martirologio romano del 3 de septiembre:

En Hibernia (hoy Irlanda), san Macanisio, obispo (514).
(Martirologio Romano)